# Golf Zone
Golf Zone (do 2024 Golf Channel Polska) – polski telewizyjny kanał tematyczny o golfie na licencji NBCUniversal oraz PGA Tour, który wystartował 18 marca 2017. Współwłaścicielami stacji byli biznesmen Marek Sowa i Katarzyna Terej. Golf Channel Polska można go oglądać na platformie Polsat Box, Platforma Canal+, w sieci Multimedia Polska (pakiet Superbox i Maxbox), w sieci cyfrowej Vectra (pakiet „Sport na ostro”), w sieci kablowej UPC Polska (pakiet Max) oraz telewizji internetowej Polsat Box Go.
7 czerwca 2023r. nadawca poinformował na swojej stronie internetowej o planowanym zakończeniu nadawania stacji w dniu 30 czerwca 2023r. z powodów finansowych. Jednak 15 czerwca 2023r. Spółka MWE Networks wykupiła 100% udziałów w Golf Zone - właściciela kanału i w wyniku czego uniknięto konieczności zakończenia nadawania.  W lipcu 2023 roku Karol Warda objął stanowisko prezesa spółki, odpowiedzialnego za przeprowadzenie restrukturyzacji, oddłużenia oraz optymalizacji. Jednocześnie objął stanowisko dyrektora programowego, odpowiedzialnego za dostarczanie contentu premium w Golf Channel Polska, przy wykorzystaniu zasobów licencyjnych i optymalizacji synergii z Grupą MWE Networks.
1 kwietnia 2024 Golf Channel Polska zmienia nazwę na Golf Zone.Tego samego dnia kanał zmienił logo.
Ramówkę stacji stanowią trzy bloki tematyczne:
- transmisje najbardziej prestiżowej serii turniejów golfowych PGA Tour,
- seria programów rozrywkowych i informacyjnych związanych z golfem,
- programy edukacyjne, dzięki którym można się nauczyć grać w golfa.